# Mostarda vicentina
La mostarda vicentina è un prodotto tipico della provincia di Vicenza, a base di frutta (mela, mela cotogna, pera, limone e cedro candito), senape bianca e zucchero.

Ha colore giallo e un sapore acre e pungente che si sposa molto bene con le carni, con il mascarpone e formaggi analoghi.

## Storia
Il nome mostarda deriva dal latino mustus ardens (mosto ardente), perché reso piccante dall'aggiunta di senape forte.
Le prime notizie storiche di un prodotto gastronomico simile all'attuale mostarda si hanno nella seconda metà del XV secolo nel Libro de arte coquinaria di Maestro Martino, già cuoco del patriarca di Aquileia che prescrive di pestare la senape con frutta, ad esempio uva passa, cannella e chiodi di garofano. 
Altre tracce del mustus ardens si hanno in una lettera del 1397 quando Gian Galeazzo Visconti ordina uno “zebro grande de mostarda de fructa cum la senavra che fa bone le robe de lo disnare et li caponi et la cacciagione et li viteli boliti et allo spiedo”.
Da notare è il fatto che la mostarda descritta da Maestro Martino è una mostarda pestata ovvero la frutta vi si presenta a piccoli pezzi, come l'attuale mostarda vicentina, mentre quella richiesta dal Visconti presenta pezzi interi, come la mostarda di Cremona.
Nel Seicento era tradizione contadina (non più riservata alle tavole di vescovi e nobili) preparare, nel periodo natalizio, una salsina di farina con senape, aceto, mela cotogna, aglio e mosto di vino.
La ricetta attualmente più diffusa risale al 1918 ed è stata codificata dall'industria artigiana Boschetti di Montecchio Maggiore. È stata riconosciuta come P.A.T..